# Pimavanserin
Pimavanserin (ACP-103) je lek koji deluje kao inverzni agonist na serotoninskom receptoru , sa deset puta većom selektivnošću u odnosu na , i bez znatnog afiniteta ili aktivnosti na  ili dopaminskim receptorima. Ovaj lek je istraživan kao mogući tretman za Parkinsonovu psihozu, i kao dodatni tretman za šizofreniju zajedno sa antipsihoticima.